# Julio Mario Santo Domingo Pujamero
Julio Mario Santo Domingo Pumarejo (16 de outubro de 1923 , Cidade do Panamá- 7 de outubro de 2011) foi um empresário colombiano, diplomata e patriarca da rica família Santo Domingo. Ele controlou mais de 100 empresas no portfólio diversificado do "Grupo Santo Domingo". Casou-se com Edyala Braga Brandão do Monte, ex-mulher do irmão de Getúlio Vargas. É avô de Tatiana Santo Domingo, casada com Andrea Casiraghi, filho da Princesa Caroline de Mônaco. Foi listado pela revista Forbes como um dos homens mais ricos do mundo e o segundo mais rico da Colômbia, com uma fortuna de US$ 8 bilhões.

## Educação e Infância
Julio Mario Santo Domingo nasceu em 16 de outubro de 1923 em Panamá, filho de Julio Mario Santo Domingo e Beatriz Pumarejo de Vengoechea, o mais novo de seus quatro filhos; seus irmãos mais velhos eram Beatriz Alicia, Cecilia e Luis Felipe. Seu pai era um banqueiro, descrito como austero e disciplinado, que fez uma fortuna ao comprar empresas enfraquecidas durante a Grande Depressão; sua mãe, de uma família rica e influente, era prima de Alfonso López Pumarejo, que foi duas vezes presidente da Colômbia. Ele cresceu em Barranquilla e depois freqüentou o exclusivo Ginasio Moderno em Bogotá,  culminando em seus estudos secundários na Phillips Academy em Andover, Essex; Mais tarde, ele frequentou a Universidade da Virgínia antes de se transferir para a Universidade de Georgetown, mas não terminou seu curso.

## Vida Pessoal
Ele casou-se, pela primeira vez, com Edyala Braga Brandão do Monte, uma socialite brasileira, filha do embaixador do Brasil em Paris e ex-mulher de Benjamin Vargas, irmão do presidente  Getúlio Vargas. Juntos eles tiveram um filho, Julio Mario Santo Domingo Braga (1958–2009), mas o casamento não durou muito e eles se divorciaram pouco depois. Julio Mario Jr. casou-se com Vera Rechulski, uma socialite brasileira e eles tiveram 2 filhos conhecidos no jet set: Tatiana Santo Domingo (nascida em 24 de novembro de 1983) e Julio Mario Santo Domingo III (nascido em 2 de maio de 1985).
Depois casou-se novamente em 15 de fevereiro de 1975 com a socialite colombiana Beatrice Dávila Rocha, e juntos eles tiveram dois filhos, Alejandro Santo Domingo Dávila (n. 1977), que continuou no negócio da família e Andrés Santo Domingo Dávila (n. 1978). fundador e presidente da Kemado Records, que em 2008 se casou com a socialite Lauren Davis, então fundadora da varejista de moda online Moda Operandi.
Santo Domingo e sua família são cosmopolitas, mas dividem-se principalmente entre Nova York, Paris, Colômbia. A residencia história da familia no centro de Cartargena foi onde foram filmadas cenas de "Crônica de uma Morte Anunciada". Maior parte do tempo passava no apartamento de Nova York,  mas na primavera ficava na mansão familiar em Paris e, no verão, alugava um barco para fazer um cruzeiro no Mediterrâneo, acompanhado de seus familiares. Também construiu um prédio de cinco apartamentos para membros da família em um lote em Bogotá, onde uma de suas irmãs vive nos primeiros pisos e Julio habitava o os últimos três andares. E por fim era dono Barú, uma ilha colombiana perto de Cartagena que é o retiro particular da família onde organizam eventos sociais.

## Carreira
Em 26 de maio de 1980, o presidente Julio César Turbay Ayala indicou Santo Domingo para ser o primeiro embaixador da Colômbia na China. Ele apresentou suas Cartas de Credência a Ulanhu, Vice-Presidente do Comitê Permanente do Congresso Nacional do Povo, em Pequim, em 17 de fevereiro de 1981.
O Grupo Santo Domingo, do qual foi presidente, detém uma participação maioritária na Bavaria Brewery e na Stock Bavaria (um holding para os  interesses não relacionados com a cerveja). Em 2005, a Bavaria fundiu-se com a empresa sul-africana SABMiller. Nessa fusão, o grupo adquiriu 15,1% da SABMiller, tornando-se o segundo maior acionista da segunda maior cervejaria do mundo, atrás da Anheuser-Busch InBev. Além disso a empresa controla o jornal El Espectador, os canais de radio e tv Caracol, a Avianca e a estação Bluradio.
Julio foi o fundador de uma fundação filantrópica, batizada em homenagem ao pai, que beneficia o desenvolvimento social da Colômbia.